# Graham Greene
Henry Graham Greene (Berkhamsted, Hertfordshire; 2 de octubre de 1904-Vevey, Suiza; 3 de abril de 1991), conocido como Graham Greene, fue un escritor, guionista y crítico literario británico, cuya obra exploró la confusión del hombre moderno y trató asuntos sobre política o moralmente ambiguos en un trasfondo contemporáneo. Fue galardonado con la Orden de Mérito del Reino Unido.

## Biografía

### Infancia y juventud
Greene nació en Berkhamsted, Hertfordshire, era el cuarto de los seis hijos que llegaron a tener Charles Henry Greene y Marion Raymond Greene, primos hermanos y miembros de una extensa e influyente familia a la que pertenecían los dueños de la licorería Greene King y varios banqueros y hombres de negocios. Su hermano menor, Hugh Greene, fue director general de la BBC; y el mayor, Raymond Greene, un eminente doctor y alpinista. Como ascendientes literarios cabe mencionar que su madre era prima del gran escritor escocés Robert Louis Stevenson; por su parte, Charles Greene era subdirector del mismo colegio de Berkhamsted que dirigía el doctor Thomas Fry, casado con una prima suya.
En 1910 Charles Greene sucedió al doctor Fry como director del colegio y Graham, que era alumno interno, sufrió el acoso de los otros alumnos por ser hijo del director. Maltratado y profundamente deprimido, intentó suicidarse varias veces, algunas de ellas, según comentó él mismo, por el procedimiento de la ruleta rusa. Por ello, en 1921, con apenas 17 años, se sometió durante seis meses a psicoanálisis en Londres a fin de lidiar con su melancolía; fueron para él, según una biografía de Joseph Pearce, los mejores seis meses de su vida. Tras eso regresó al colegio pero no al internado y vivió con su familia. Entre sus compañeros de colegio estaban el periodista Claud Cockburn y el historiador Peter Quennell. De aquella época le quedó una depresión intermitente.
Con diecinueve años militó durante unas semanas (1922) en el Partido Comunista de la Gran Bretaña, lo que a la postre le valió restricciones para entrar en EE. UU. hasta que fue elegido presidente John Kennedy. Fue al Balliol College en Oxford, donde pasó bastante desapercibido y se licenció en historia; su compañero, el novelista Evelyn Waugh, recordó entonces que «a Graham Greene le parecíamos fatuos y pueriles. Nunca participó en nuestras juergas universitarias».Su primer trabajo, un volumen de poesía titulado Babbling April, se publicó en 1925, siendo aún estudiante, pero no fue muy bien acogido por la crítica.

### Primeros trabajos
Tras licenciarse trabajó como periodista en Nottingham y luego como subeditor en The Times. Estando en Nottingham comenzó una correspondencia con Vivien Dayrell-Browning, una mujer católica (por conversión) que había escrito a Greene para corregirlo en una cuestión doctrinal; Greene se sintió atraído por la que sería su primera esposa y se convirtió al catolicismo en 1926. Al año siguiente la pareja contrajo matrimonio y tuvieron dos hijos, Lucy (nacida en 1933) y Francis (nacido en 1936 y fallecido en 1987). En 1948, Greene dejó a Vivien por Catherine Walston, aunque siguieron casados (la Iglesia católica no admite el divorcio).

### Novelas y otros distintos trabajos que tuvo
Greene publicó su primera novela en 1929, titulada The Man Within (Historia de una cobardía), y su acogida logró que pudiera dejar su trabajo en The Times para dedicarse por completo a la literatura. Sin embargo, los dos siguientes libros no tuvieron éxito y Greene luego los repudió; su primer éxito auténtico fue Stamboul Train / El tren de Estambul, 1932. Como muchos de sus libros, tuvo adaptación cinematográfica (Orient Express, 1934, dir. por Paul Martin). 
Greene completaba sus ingresos como novelista con los que obtenía como periodista independiente, ejerciendo la crítica literaria y cinematográfica en The Spectator; además coeditaba la revista Night and Day, que tuvo que cerrar en 1937 a causa de su crítica a la película Wee Willie Winkie, ya que se interpuso una demanda contra el periódico por difamación y el periódico perdió. En la película actuaba Shirley Temple a los nueve años de edad y Greene aludía a que Temple exhibía «una cierta coquetería con la que pretendía atraer a personas de mediana edad». Hoy en día se considera la primera crítica a la sexualización de los niños en la industria del espectáculo.
Por entonces empezó a trabajar discretamente en inteligencia, en el MI6, y viajó por todo el mundo, en especial por Latinoamérica y África. Al principio sus obras se dividieron en dos géneros: novelas pane lucrando de misterio e intriga (thrillers), como Brighton, parque de atracciones, que él mismo llamó "de entretenimiento" (aunque sus argumentos también contaban con un lado existencial), y las novelas de corte más literario y trascendente, como El poder y la gloria, en las que fundaba su reputación.
Al ir avanzando su carrera, tanto Greene como sus lectores descubrieron que las novelas de "entretenimiento" alcanzaban tanto nivel literario como las literarias. De hecho, las últimas, tales como Los comediantes, Nuestro hombre en La Habana, Viajes con mi tía (Travels with My Aunt) y El factor humano, combinaban estos tipos literarios, además de una notable comprensión interior de sus personajes.
Por otra parte, Greene escribió muchas novelas cortas y piezas teatrales que también, en general, fueron bien recibidas, aunque siempre se consideró a sí mismo un narrador; no desdeñó la literatura infantil y escribió también cuatro obras para niños.
La larga y premiada carrera de Greene produjo en sus seguidores la esperanza de que fuera galardonado con el Premio Nobel de Literatura, pero aunque al parecer fue seriamente considerado en 1974, nunca lo recibió; acaso su gran popularidad pudo haber jugado en contra para los más académicos, y los temas religiosos de sus novelas pudieron alienar a algunos miembros del jurado.

## Viajes y espionaje
A lo largo de su vida, Greene viajó lejos de Inglaterra a lo que él llamó los lugares salvajes y remotos del mundo. Los viajes lo llevaron a ser reclutado en el MI6 por su hermana, Elisabeth, que trabajaba para la agencia. En consecuencia, fue enviado a Sierra Leona durante la Segunda Guerra Mundial. Kim Philby, que más tarde sería destapado como agente soviético, fue el supervisor y amigo de Greene en el MI6. Más tarde Greene escribió una introducción a las memorias de Philby de 1968, My Silent War. Como novelista, Greene tejió los personajes que conoció y los lugares donde vivió en la redacción de sus novelas. 
Greene primero salió de Europa a los treinta años, en 1935, en un viaje a Liberia que luego le permitió escribir un famoso libro de viajes, Viaje sin mapas.
Su viaje a México en 1938 para ver los efectos de la campaña del gobierno de secularización forzada anticatólica fue pagado por la editorial Longman, gracias a su amistad con Tom Burns, y de esta experiencia surgió la detallada crónica de viaje Caminos sin ley (1938), donde retrata un México convulsionado por los acontecimientos relativos a la expropiación petrolera. Con esto y otros acontecimientos revolucionarios empezaron a gestarse en él los preparativos de su siguiente novela. Posteriormente viajó al estado de Tabasco, que en esa época, solo tres años antes, había estado bajo la influencia política de Tomás Garrido Canabal, de tendencias socialistas. Llegó a Frontera después de cuarenta y una horas de viaje desde el puerto de Veracruz, encontrándose con un estado pantanoso, húmedo y caluroso, donde las iglesias y los sacerdotes habían sido diezmados por el gobierno y la gente moría víctima del paludismo. Ese viaje produjo dos libros, el citado The Lawless Roads (publicado como Another Mexico en Estados Unidos) y la novela The Power and the Glory. En 1953, el Santo Oficio informó a Greene que El poder y la gloria dañaba la reputación del sacerdocio; pero más tarde, en una audiencia privada con Greene, el papa Pablo VI le dijo que, aunque algunas partes de sus novelas ofenderían a algunos católicos, debería ignorar las críticas.
Greene viajó por primera vez a Haití en 1954, donde sitúa The Comedians (1966), que estaba bajo el gobierno del dictador François Duvalier, conocido como «Papa Doc», que solía alojarse en el hotel Oloffson en Port- au-Prince. Y, a fines de la década de los 50, como inspiración para su novela Un caso agotado (1960), Greene pasó un tiempo viajando por África visitando varias colonias de leprosos en la cuenca del Congo y en lo que entonces era el Camerún británico. Durante este viaje, a finales de febrero y principios de marzo de 1959, se encontró varias veces con Andrée de Jongh, luchadora de la resistencia belga responsable de establecer una ruta de escape para aviadores derribados desde Bélgica a los Pirineos.
En 1957, pocos meses después de que Fidel Castro comenzara su asalto revolucionario al régimen de Batista en Cuba, Greene desempeñó un pequeño papel ayudando a los revolucionarios, como mensajero secreto que transportaba ropa abrigada para los rebeldes de Castro que se escondían en las colinas durante el invierno cubano. Se decía que Greene estaba fascinado con los líderes fuertes, lo que podría haber explicado su interés en Castro, a quien más tarde conocería. Después de una visita, Castro le dio a Greene una pintura que había hecho, que colgaba en la sala de la casa francesa donde el autor pasó los últimos años de su vida. Más tarde, Greene expresó sus dudas sobre la Cuba de Castro, diciéndole a un entrevistador francés en 1983: «Lo admiro por su coraje y su eficacia, pero cuestiono su autoritarismo»; y agregó: «Todas las revoluciones exitosas, aunque idealistas, probablemente se traicionen a sí mismas en el tiempo».

## Sus últimos años

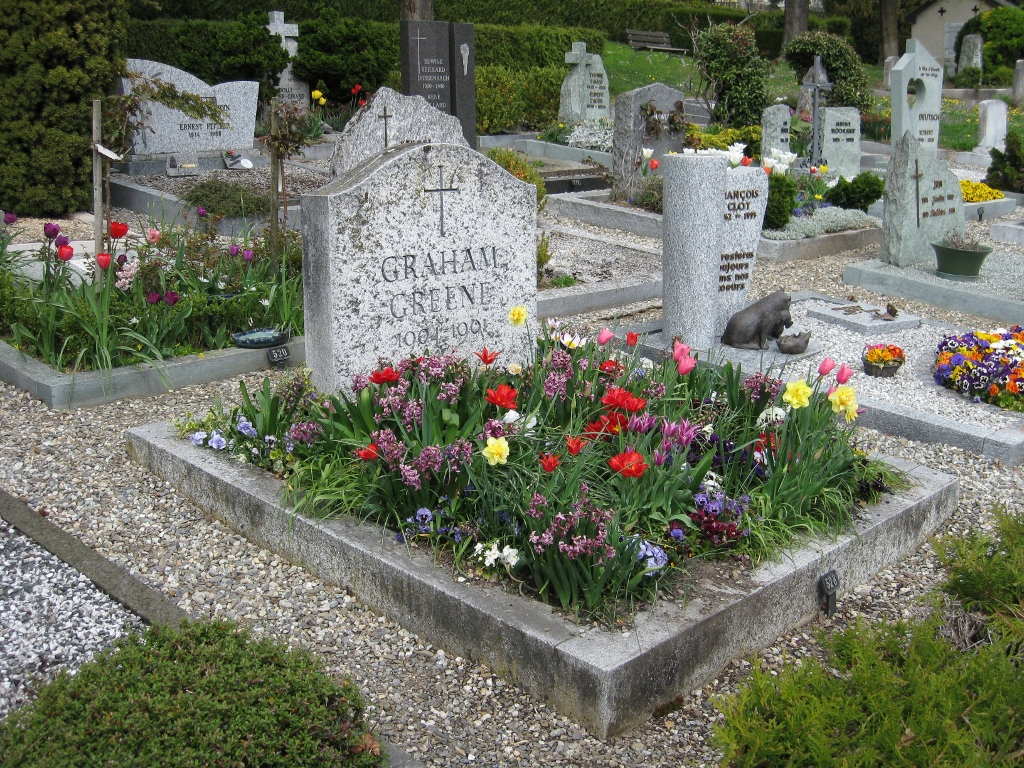
La tumba de Graham Greene en el cementerio de Corseaux, Suiza.

Greene se mudó a Antibes en 1966 para estar cerca de Yvonne Cloetta, a quien había conocido años atrás, y con quien mantuvo una relación hasta su muerte. En 1981 fue galardonado con el Premio «Jerusalem Prize», otorgado a escritores preocupados por «la libertad de los individuos en la sociedad». Uno de sus trabajos finales, J'Accuse — The Dark Side of Nice (1982), trata sobre un asunto legal en el cual él y su familia se vieron envueltos cerca de Niza.
En el libro manifestó que el crimen organizado estaba floreciendo en Niza y que el gobierno protegía la corrupción tanto policial como jurídica. Esto produjo una demanda por difamación que perdió. Fue reivindicado después de su muerte, sin embargo, cuando en 1994 el exalcalde de Niza, Jacques Médecin, fue condenado por varios crímenes de corrupción y de delitos asociados, terminando en prisión.

## Balance
Greene consiguió tanto los elogios de la crítica como los del público. Estaba en contra de que lo llamaran «escritor político» o «novelista católico». En 1981 señaló a la hija de un amigo íntimo:
No sé por qué me ponen la etiqueta de escritor católico: soy simplemente un católico que es también escritor.
Con todo, en la mayoría de sus novelas y gran parte de sus obras iniciales más relevantes (p. e. Brighton Rock, The Heart of the Matter y The Power and the Glory) contienen preocupaciones e intereses explícitamente católicas de algunos de sus personajes, a veces portavoces de los intereses del autor. Así que, aunque rechace esa denominación, siguiendo a Newman —«no puede existir una literatura cristiana»—, desde 1937 no le parece inexacto decir que ha empleado personajes católicos; y del mismo modo que estuvo cerca de las preocupaciones políticas más progresistas desde la Segunda Guerra, sin entrar ciegamente en la defensa de sus promotores. En su caso,
La persecución que el socialismo llevaba a cabo contra la religión en México, por un lado, y el ataque del general Franco contra la República española, por el otro, vincularon inextricablemente la religión con la vida contemporánea.
Con lo que se reconoce irónicamente como «agente doble». En efecto, muchas de sus novelas se desarrollan en momentos de gran efervescencia o crisis política, sea en Vietnam, en Cuba o en ciertos países africanos, incluyendo además la guerra civil española en El agente confidencial.
En la entrevista de Yvonne Cloetta, publicada por Marie-Françoise Allain, si bien declara su simpatía por el comunismo, admite su fracaso y su distancia en la realidad de las ideas teóricas proclamadas por sus seguidores.
Durante el último año de su vida, Graham Greene vivió en Vevey, un pueblo a orillas del Lago Lemán en Suiza. Había dejado de ir a misa y de confesarse en algún momento de los años cincuenta, pero al parecer en los últimos años de su vida Greene recibía los sacramentos administrados por un sacerdote español del que se hizo amigo, el padre Leopoldo Durán. Cuando murió, a la edad de ochenta y seis años, en 1991, fue enterrado en un cementerio cerca de Corsier-sur-Vevey.
En octubre de 2004 se publicó el tercer y último volumen de The Life of Graham Greene / La vida de Graham Greene, por Norman Sherry, su biógrafo oficial. La obra de Sherry revela que Greene continuó enviando informes a los servicios de espionaje británicos hasta el final de sus días, lo que ha llevado a algunos académicos a formularse la siguiente pregunta: ¿fue Greene un novelista que también era espía, o fue su carrera literaria la pantalla perfecta?
El escritor Manuel Vicent dice de su obras:
Siempre el doble juego, entre la vida y la muerte, la política y la religión, el amor y el odio, el sufrimiento y la compasión, la inocencia y la presencia del mal desarrollados en ambientes cargados de calor húmedo y de lujuria pegajosa que llevan al protagonista hacia un destino trágico de tener que apurar el cáliz del perdedor. Graham Greene, como buen católico, se excitaba en los prostíbulos más espesos. A uno de ellos, en París, llevó a su nueva amante Yvonne. La dejó en la barra frente a una copa y él se adentró en el laberinto abrazado a una prostituta. Su amante era una mujer casada a la que había rescatado de un marido ejecutivo en la selva del Camerún, una francesa ordenada, con cada pasión en su sitio, pero después de aquella aventura comenzó a pensar que el alma de Graham era más oscura de lo que aparentaba su diseño de apacible burgués. Se enamoró de aquel hombre hasta el fondo donde nadan los peces negros que nunca ven la luz. La mayor parte de sus novelas fueron llevadas al cine, pero sólo dos, El tercer hombre y El americano impasible, pertenecen a la imaginación colectiva. Los sótanos de Viena dividida en la posguerra mundial y el Vietnam a punto de ser abandonado por los colonialistas franceses están ya unidos para siempre al poderío de Graham Greene de contar historias duras, sin adjetivos, aparentemente ligeras, pero llenas de misteriosos laberintos que son los del alma humana.

## Obra

### Poesía
- 1925, Babbling April

### No ficción
- 1950, Caminos sin ley

### Ficción
Novelas
| - 1929 El otro hombre o Historia de una cobardía (The Man Within) - 1930 The Name of Action (luego, repudiada) - 1932 Rumour at Nightfall (luego, repudiada) - 1932 El tren de Estambul (Stamboul Train u Orient Express) - 1934 Campo de Batalla (It's a Battlefield) - 1935 Inglaterra y yo (England Made Me o 'The Shipwrecked) - 1936 Una pistola en venta (A Gun for Sale) - 1936 Viaje sin mapas (Journey Without Maps) - 1938 Brighton rock (novela) (Brighton Rock). Traducción al castellano por Libros del Asteroide, 2022. - 1939 Los caminos sin ley (The Lawless Roads) - 1939 El agente confidencial (The Confidential Agent); en el cine, por Herman Shumlin, 1945. - 1940 El poder y la gloria (The Power and the Glory, o The Labyrinthine Ways), en el cine por John Ford (El fugitivo), 1947. - 1943 El ministerio del miedo (The Ministry of Fear); en el cine, por F. Lang, 1944. - 1948 El revés de la trama (The Heart of the Matter). Traducción al castellano por Libros del Asteroide, 2020. - 1950 El tercer hombre (The Third Man); en el cine, por Carol Reed, 1949. - 1951 El final del affaire. Traducción al castellano por Libros del Asteroide, 2019. | - 1951 El fin de la aventura (The End of the Affair); en el cine, por Neil Jordan, 1999. - 1955 El americano impasible (The quiet american); en el cine, primero por Joseph L. Mankiewicz y después por Phillip Noyce - 1955 El perdedor gana (Loser Takes All) - 1956 The Potting Shed - 1957 El libro de cabecera del espía - 1958 Nuestro hombre en La Habana (Our Man in Havana); llevada al cine por Carol Reed en 1959. - 1961 Un caso acabado (A Burn-Out Case) - 1967 Los comediantes (The Comedians) - 1969 Viajes con mi tía (Travels with My Aunt); en el Viajes con mi tía, por George Cukor, 1972. - 1973 El Cónsul Honorario (The Honorary Consul); en el cine, por John Mackenzie, 1983. - 1978 El factor humano (The Human Factor); en el cine, por Otto Preminger, 1979 - 1980 El Dr. Fischer de Ginebra (Doctor Fischer of Geneva) - 1982 Monseñor Quijote (Monsignor Quixote) - 1985 El décimo hombre (The Tenth Man), texto recuperado - 1988 El capitán y el enemigo, texto recuperado - 1993 En tierra de nadie (No man's Land), texto recuperado |

Cuentos
- 1948 El espía
- 1954 Veintiún cuentos (Twenty-One Stories)
- 1967 ¿Puede Ud. prestarme a su marido? (May we Borrow your Husband?)
- 1968 El final de la fiesta en Las mejores historias siniestras (Editorial Bruguera)
- 1991 La última palabra (The Last Word), última publicación

### Autobiografía
- 1971 Una especie de vida (autobiografía)
- 1980 Vías de escape (autobiografía, continuación)
- 1992 A World of My Own (póstuma)
- 1984 Getting to Know the General (Historia de un enredo)

### Entrevista
- L'autre et son double (El otro y su doble), Belfont, 1981 (Caralt, 1982), libro de conversaciones con M.-F. Allain.

### Obras para niños
- The Little Train, 1946
- The Little Fire Engine, 1950
- The Little Horse Bus, 1952
- The Little Steamroller, 1955

### Teatro
- The living room, 1953
- The potting shed, 1957
- The complaisant lover, 1959
- Carving a statue, 1964
- The return of A. Rafles, 1975

## Premios y distinciones
Premios Óscar
| Año  | Categoría   | Película       | Resultado |
| ---- | ----------- | -------------- | --------- |
| 1950 | Mejor guion | El ídolo caído | Candidato |

Festival Internacional de Cine de Venecia
| Año  | Categoría                     | Película       | Resultado |
| ---- | ----------------------------- | -------------- | --------- |
| 1948 | Premio Ossella al mejor guion | El ídolo caído | Ganador   |